# Étienne Alart
Étienne Alart, né le 5 août 1883 à Ille (Pyrénées-Orientales) et mort à une date et en un lieu inconnus, est un militant anarchiste et antimilitariste français.

## Biographie
Issu d'une famille d'agriculteurs des Pyrénées-Orientales, il effectue son service militaire de 1904 à 1907 et revient à sa profession d'agriculteur à Ille. Il quitte ensuite sa région d'origine pour Paris, où il effectue des petits métiers et entre en contact avec les milieux anarchistes à partir de 1911.
Durant l'été 1914, il quitte la France pour éviter la mobilisation et se réfugie en Espagne. Il est déclaré insoumis par l'armée française le 4 octobre 1917, statut qu'il conserve jusqu'au 12 août 1936, l'empêchant ainsi de revenir en France sous sa véritable identité jusqu'à cette date.
Il vit à Figueres avec un autre anarchiste insoumis, Michel Vidalou, originaire d'Ille comme lui. Partisan de la récupération, il est condamné pour un vol d'avoine à Figueres en juillet 1916. En 1917, les gendarmes d'Ille donnent d'Étienne Alart le signalement suivant : « affilié à toutes les bandes noires, il était devenu un ennemi des plus irréductibles de la société ». Les gendarmes soupçonnent également sa mère d'avoir rejoint ses idées, notamment après qu'un autre de ses fils est mort au combat.
Dans le registre matricule, le feuillet qui lui est consacré porte la mention manuscrite « certificat de position militaire envoyé le 25-7-1957 », ce qui pourrait laisser supposer qu'il est toujours vivant à cette date.